# Волчанский агрегатный завод
Волчанский агрегатный завод (укр. Вовчанський агрегатний завод, исходно завод № 897 МАП) — промышленное предприятие в городе Волчанск Чугуевского района Харьковской области.

## История

### 1970—1991 годы
Предприятие было построено в соответствии с восьмым пятилетним планом развития народного хозяйства СССР и введено в эксплуатацию 1 января 1970 года как филиал Харьковского машиностроительного завода «ФЭД».
23 ноября 1970 года указом № 204 Министерства авиационной промышленности СССР предприятию было присвоено наименование Волчанский агрегатный завод. Изначально основной продукцией завода были насосные станции и гидромоторы для самолётов.
Позже завод начал выпускать более широкий спектр деталей для авиационной, машиностроительной и газовой промышленности страны. В середине 1970-х завод стал градообразующим предприятием, возводя многоэтажные жилые дома и улучшая инфраструктуру города. Всего заводом было построено 27 жилых домов общей площадью 61 120 м², отделение районной больницы, корпус средней школы, также был проведён газ из Шебекино.

### После 1991 года
После провозглашения независимости Украины завод перешёл в ведение министерства машиностроения, военно-промышленного комплекса и конверсии Украины.
В 1993 году на базе харьковского машиностроительного завода «ФЭД», Харьковского агрегатного конструкторского бюро, Волчанского агрегатного завода и Первомайского машиностроительного завода было образовано ЗАО «Корпорация ФЭД».
Также, в 1993 году на предприятии была создана опытно-конструкторская группа (с 2005 года — опытно-конструкторское бюро), и в 1990-е годы завод освоил производство агрегатов топливных систем авиационных двигателей, агрегатов системы регулирования и управления газотурбинными приводами, а также автомобильных агрегатов (пневмогидроусилителей привода сцепления для грузовиков КрАЗ и автобусов ЛАЗ).
В июле 1995 года Кабинет министров Украины включил завод в перечень предприятий, подлежащих приватизации в течение 1995 года, после чего государственное предприятие было преобразовано в открытое акционерное общество.
В августе 1997 года завод был включён в перечень предприятий, имеющих стратегическое значение для экономики и безопасности Украины.
В 2003 году завод освоил производство тормозных систем для грузовиков «Урал».
2005 год завод закончил с убытком 1,82 млн. гривен.
2007 год завершил с прибылью 8,156 млн гривен.
Начавшийся в 2008 году экономический кризис осложнил положение предприятия, количество работников было сокращено с 1094 до 943 человек, но 2008 год завод завершил с прибылью 6,594 млн гривен.
2009 год завод закончил с прибылью 22,289 млн гривен.
9 июня 2010 года Кабинет министров Украины принял постановление № 405, в соответствии с которым завод вошёл в перечень предприятий авиапромышленности Украины, получающих государственную поддержку, и 2010 год завод завершил с чистой прибылью 11,2 млн гривен.
2011 год завод завершил с чистой прибылью 35 млн гривен.
По состоянию на начало 2013 года завод являлся одним из крупнейших действующих машиностроительных предприятий Харьковской области.
В 2013 году завод освоил производство главных цилиндров выключения сцепления для грузовых автомашин МАЗ и КамАЗ и в январе 2014 года начал их поставки ОАО «КамАЗ» (Казань) и РУП «МТЗ» (Минск).
4 декабря 2013 года завод получил право на экспорт продукции военного назначения.
В марте 2014 года Волчанский агрегатный завод и ГП «Антонов» завершили совместную разработку электромагнитного тормоза ЭМТ-1 для самолёта Ан-178.
23 ноября 2020 года завод выпустил юбилейный пакет «ВАЗ - 50 лет!», выпуск газеты ВАЗ-ИНФО №147 (в цветном виде) и книгу в честь 50-ти летия Волчанского агрегатного завода.
В 2021 году Волчанский агрегатный завод получил право осуществлять экспорт товаров военного предназначения собственного производства.

## Современное состояние
Завод был градообразующим предприятием Волчанска.
Во время вторжения России на Украину был захвачен российскими войсками. 24 сентября 2024 года Главное управление разведки Министерства обороны Украины объявило о его освобождении.